# شوفينية الجسيمات
شُوْفِيْنِيَّةُ الجُسَيْمَاْتِ هو المُصطلح الذي استخدمه عالم الفيزياء الفلكية البريطاني مارتن ريس لوصف الافتراض (الذي يُزعم أنه خاطئ) بأن ما نعتقد أنه مادة عادية - الذرات والكواركات والإلكترونات وما إلى ذلك (باستثناء المادة المظلمة أو المَوَاد الأُخرى) - هو أساس المادة في الكون، وليس ظاهرة نادرة.

## هيمنة المادة المظلمة
مع تزايد الاعتراف في أواخر القرن العشرين بوجود المادة المظلمة في الكون، أصبح يُنظر إلى المادة الباريونية العادية على أنها فكرة كونية لاحقة. كما قال جون ديفيد بارو: سيكون هذا هو آخر تطور كوبرنيكي في مكانتنا في الكون المادي. لسنا فقط في مركز الكون: نحن لسنا حتى من الشكل السائد للمادة.
شهد القرن الحادي والعشرون انخفاضًا أكبر في نصيب المادة الباريونية في الطاقة الإجمالية للكون، إلى ما قد يصل إلى 1٪، مما زاد ما كان يُسمى زوال شوفينية الجسيمات، قبل مراجعتها حتى حوالي 5٪ من محتويات الكون.

## وصلات خارجية
- لماذا المادة المظلمة مهمة؟